# Slash (fanfiction)
El Slash és un gènere de fanficció que se centra en l'atracció interpersonal i l'atracció sexual entre personatges ficticis del mateix sexe. El terme es restringia inicialment a històries en les que els personatges masculins dels mitjans de comunicació estaven implicats en relacions sexuals explícites com a element de trama primària (també conegudes com "slash" o "m/m slash"), i actualment s'empra per referir-se a qualsevol història d'aficionat que conté un relacions entre personatges de sexe mateix. Molts aficionats distingeixen el slash orientat a dones com a gènere separat, generalment referit a tan femslash (també sabut com "f/f slash", "femmeslash", "altfic" i "saffic"). Els personatges normalment no tenen relacions compromeses amb el seu respectiu món de ficció.

## Història
S'afirma generalment que el primer slash fanficció fou sobre Spock i Kirk, de la sèrie Star Trek: La sèrie original a finals de la dècada de 1970. El nom sorgeix de l'ús del símbol slash (/) de les històries K/S en les que Kirk i Spock tenien una relació romàntica [i sovint sexual]) diferenciant-se del símbol et (&) convencionalment utilitzat per ficcions d'amistat K&S o Kirk i Spock. Durant un temps slash i K/S (per "Kirk/Spock") van ser utilitzats indistintament. El terme Slash es va estendre a altre fandoms posteriorment, primer Starsky i Hutch, Blake 7, i Els Professionals, i després molts altres, per acabar creant un fandom basat en el concepte de slash. Les primeres històries del gènere es basaven en emparellar dos amics com Kirk/Spock o Starsky/Hutch.

## Crítica i queer atenció
La ficció Slash ha rebut més atenció acadèmica que altres gèneres de fanficció, sent objecte de diversos estudis acadèmics notables a principis de la dècada de 1990 en humanitats: La majoria d'aquests investigaven la perspectiva etnogràfica i parlaven principalment sobre els escriptors i les comunitats.
La ficció Slash va ser ignorada per teòrics queer. Tanmateix, la ficció slash ha estat descrita com important a la comunitat de LGBT i la formació d'identitat queer, mentre representa una resistència a l'expectativa d'heterosexualitat obligatòria, però també ha estat descrita com no representativa de la comunitat de gai, sent més un medi per expressar frustració feminista amb ficció popular i especulativa.
L'escriptora lesbiana de ciència-ficció Joanna Russ, autora de Com per Suprimir l'escriptura de les dones, fou la primera escriptora importantt de ciència-ficció que emprà seriosament la ficció slash i les seves implicacions culturals i literàries.

## Definició i ambigüitat
Cada fandom té les seves regles pròpies d'estil i etiqueta, la seva història pròpia, històries favorites, i autors. No pot ser distribuït comercialment a causa de copyright, i fins a la dècada de 1990 era publicat en fanzines. Avui, la ficció slash és més generalment publicada en LiveJournals i altres pàgines web en línia. Els becaris legals que promouen reforma de copyright de vegades utilitza slash ficció com un exemple de semiotic democràcia.
A causa de la manca de relacions homosexuals canòniques dins mitjans de comunicació en el seu moment, alguns autors van emprar-lo per fer històries no cànoniques. Aquests autors argumentaven que la ficció d'aficionat sobre relacions canòniques del mateix sexe no és slash. L'aspecte recent de personatges obertament gais i bisexuals a la pantalla, com Willow i Tara en la sèrie televisiva Buffy the Vampire Slayer, els personatges de Folk a Queer as Folk, Jack Harkness a Doctor Who, i nombrosos personatges a Torchwood, ha afegit molt a aquesta discussió. Atenint al aforementioned la definició deixa tals històries sense una etiqueta convenient, així que aquesta distinció no ha estat àmpliament va adoptar.

## Subgenres

### Femslash
Femslash o femmeslash és un subgènere de ficció slash enfocat a relacions romàntiques i/o sexuals entre personatges femenins de ficció. Normalment els personatges presentats en femslash son heterosexuals en l'univers canònic. El terme és generalment aplicat només a treballs occidentals; els equivalents més proper en anime i manga són sovint anomenats yuri i shōjo-ai. Femslash es coneix també com "f/f slash", "femmeslash", i "saffic". Hi ha menys femslash que slash basat en parelles masculines.

### Chanslash
Chanslash es el retrat de personatges menors d'edat en situacions sexuals de ficció slash.

### Slash de persona real
El slash de personatges reals (RPS), un subgènere de ficció sobre persones reals, implica agafar la imatge pública d'una celebritat i crear històries slash amb ella. Va guenyar popularitat la dècada de 1990 amb l'augment de les boy band en la indústria de música del pop. Les publicacions que inclouen RPS sovint inclouen descàrrecs de responsabilitat que expliquen la naturalesa fictícia del contingut, i poden ser "problemàtics.